# 千本松原 (静岡県)

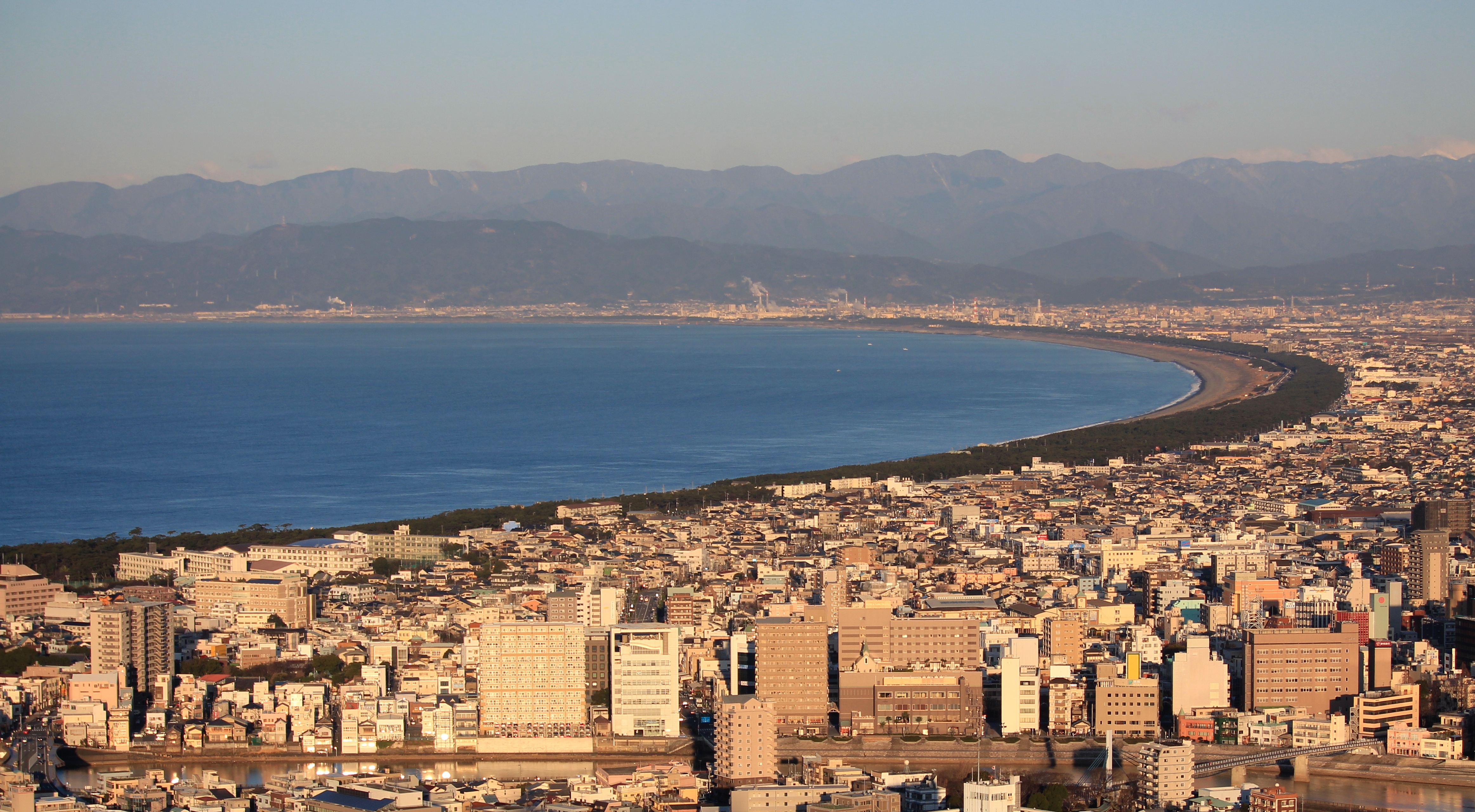
東側の香貫山から望む千本松原と駿河湾

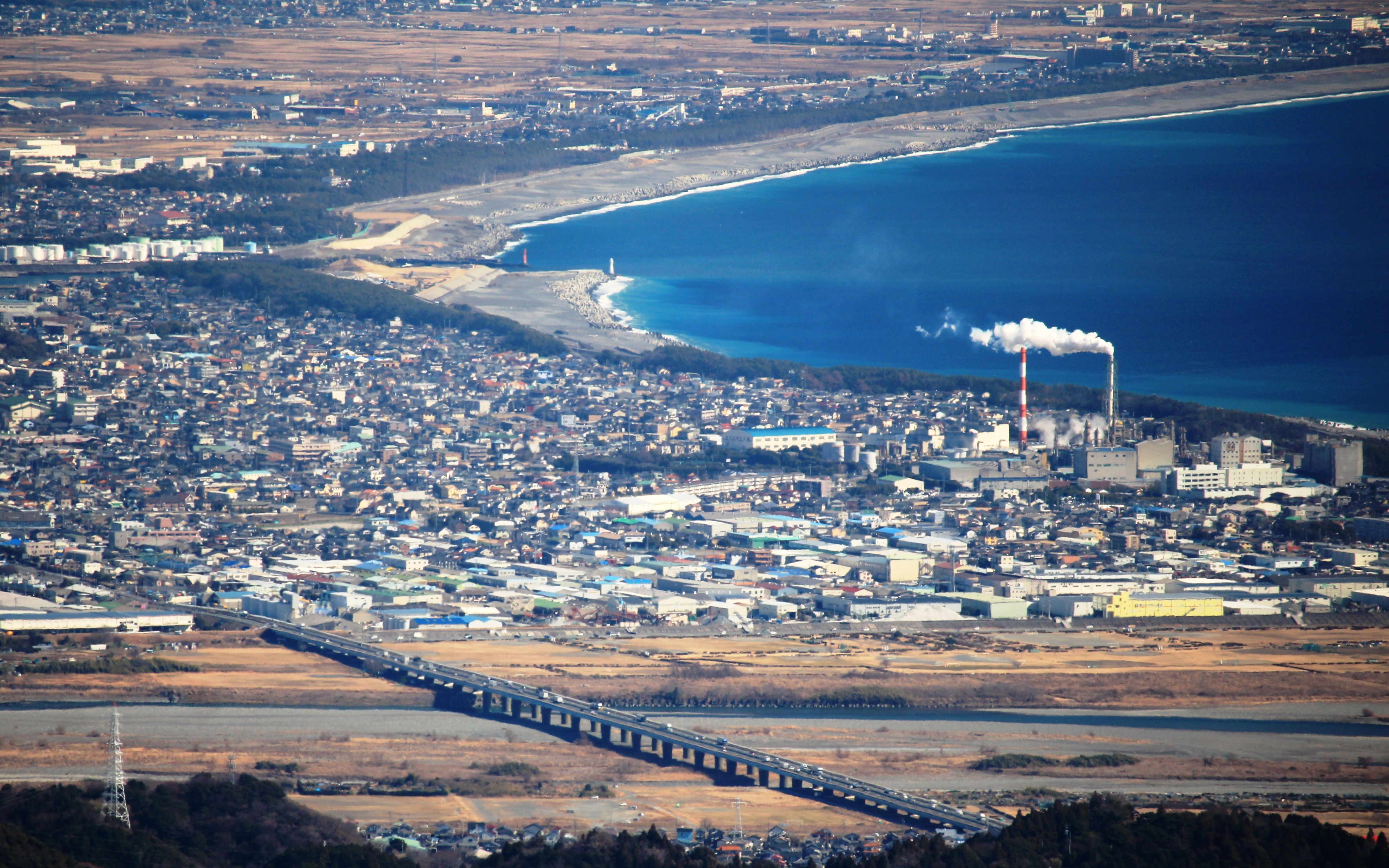
西側から望む富士市の田子の浦港周辺から東へ延びる千本松原

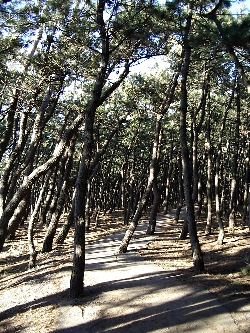
沼津市、千本松原内

千本松原（せんぼんまつばら）は静岡県沼津市の狩野川河口から、富士市の田子の浦港の間約15kmの駿河湾岸（正式名称：富士海岸、通称：千本浜）に沿って続いている松原。

## 概要
松林越しに富士山を望むことが出来る。数々の文人たちに愛されたということでも知られている。中でも1926年（大正15年）には歌人若山牧水が静岡県の伐採計画に対し新聞に計画反対を寄稿するなど運動の先頭に立ち計画を断念させた話は有名である。日本百景、日本の白砂青松100選にも選ばれている。
千本とはいうものの、現在は30数万本以上あるという。
1976年（昭和51年）に東海地震説が発表されてから、駿河湾の海岸では津波対策が盛んに行われるようになった。松原と海岸の間には堤防が築かれ、景観を損ねているという意見もある（東海地震については#現在も参照）。

## 由来
元々は防潮・防風のため農民が植えたと伝えられる。
軍記類によると、1580年北条氏政の三島出陣に対抗し、武田勝頼も駿河に出陣した。勝頼は徳川家康の動向に配慮し、浮島ヶ原に在陣し、武田氏は沼津に布陣したという。これに呼応し、清水湊（静岡県静岡市）から武田水軍、重須（沼津市）より北条水軍がそれぞれ沼津沖に押し出し、北条水軍の梶原衆と武田水軍の小浜・間宮衆が初めての海戦に突入した。勝頼は城昌茂に命じて退却を下地したが、向井正綱がこれを拒否してなおも立ち向かい、押され気味の戦局を挽回した。陸上の武田軍は武田水軍を援護すべく、弓・鉄砲衆が砂浜に出て、腰まで海水に浸かりながら北条水軍の軍船に攻撃をかけた。北条水軍も応戦し終日撃ち合いが続いたという。この合戦では武田水軍に間宮信高が負傷した他、多数の戦死者を出すなど被害が大きかった。勝頼は敵の水軍に利用されないように松を全て伐採したと伝わる。
この戦で周辺農民が育てていた作物は風害や塩害で壊滅的な被害をこうむったという。これに心を痛めた山城延暦寺の乗運上人の弟、長円は衆生済度の大願をかけながら松を植え続けた。当初は松もすぐに潮風を受け枯れてしまう惨状であったが、約5年の歳月をかけ千本の松を植えて根付かせ、これが松原の由来となった。
後に長円は増誉上人となったが、里人らが彼をたたえて開いた庵が、後の沼津市出口町にある乗運寺である。なお余録ながら、千本松原を愛した若山牧水も同寺に葬られている。

## 現在
現在は、本来の防潮林・防風林という目的だけでなく、駿河湾の景勝地、または静岡県の景勝地として栄えている。
また、2011年（平成23年）12月下旬、東海地震の瓦礫処分場に選ばれるなど、災害の面でも良いという意見も有る中、津波で木が流されるのではないか、という意見もある。

## ギャラリー

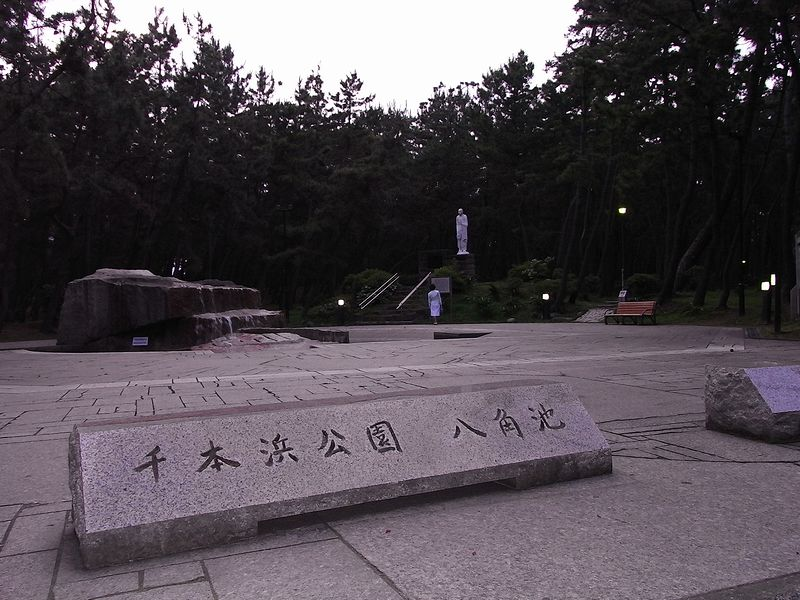
千本浜公園（2008年6月16日撮影）
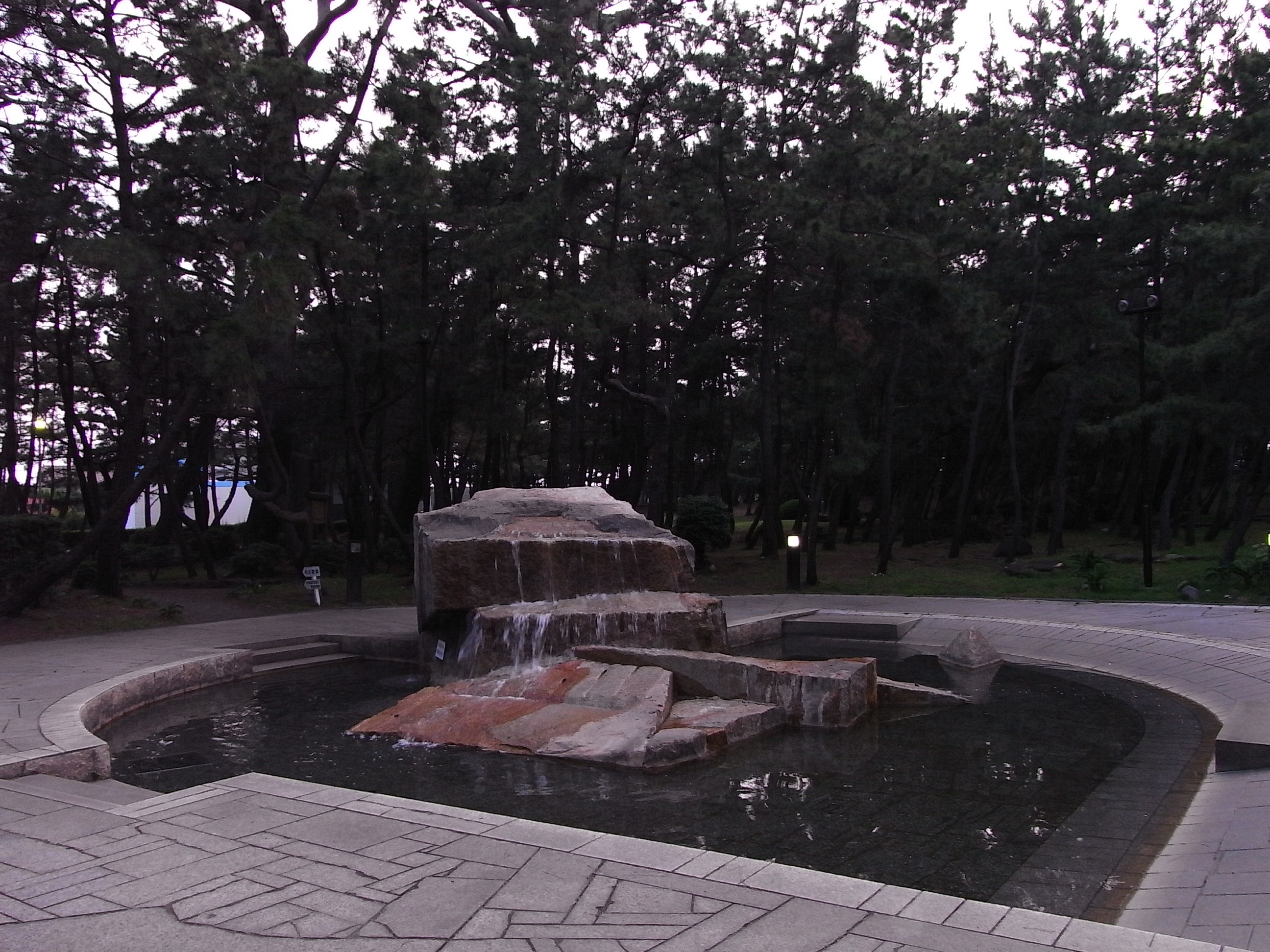
千本浜公園（2008年6月16日撮影）